# Берилоборати
Берилобора́ти (рос. бериллобораты, англ. berylloborates, нім. Berylloborate) — мінерали класу боратів, які містять берилій, що входить до складу комплексного бороберилієвокисневого радикалу.